# علم النفس النفسى
علم النفس النفسى هي مدرسة تختص بنظرية التحليل النفسى و العلاج المشابة لها والتي ابتدعها وطورها هاينز كوهوت بالولايات المتحدة في مؤسسة التحليل النفسى بشيكاغو. و يفسر علم النفس النفسى دراسة الاضطرابات النفسية بانها نتيجة عدم تلبية الاحتياجات التنموية أو الاخلال بها. مصطلحات مثل التشاعر و مكملات النفس والانعكاس النفسى ومحاولة تجسيد الكمال وثنائية الشخصية والنفس ثلاثية الاقطاب هي مصطلحات ضرورية المعرفة لفهم علم النفس النفسى. و بالرغم من ان علم النفس النفسى يميز بعض الدوافع والصراعات و العقد النفسية الموجودة في نظرية السايكوديناميكية (الديناميكية النفسية) لفرويد الا ان هذة الدوافع والصراعات و العقد النفسية يمكن فهمها من خلال اطار مختلف.

## المنشأ
توصل كوهوت للتحليل النفسى من خلال علم الاعصاب والطب النفسى في فترة الأربعينيات,